# Lidia Wos
Lidia Wos, född 10 oktober 1970, är en polsk-svensk dansare och koreograf.

## Biografi
Wos är utbildad dansare vid Public Ballet School i Warszawa. Som dansare har hon arbetat på bland annat Opera Baltycka i Gdansk, Polski Teatr Tanza i Poznan och Skånes Dansteater i Malmö. Wos började koreografera parallellt med sin karriär som dansare. Hennes första verk Pas de Fly var en kort duett som hon skapade till Skånes Dansteaters lunchdansprogram 2004. Därefter har hon skapat ett flertal kortare och längre verk i såväl i egen regi som på uppdrag åt olika professionella danskompanier som t.ex Skånes Dansteater, Norrdans, RTV Dans, DeStilte (NL), Company E (Usa) och Ballet Prague Junior (CZ). Med duetten Ecru blev Wos inbjuden till den internationella koreografitävlingen för unga koreografer Wettbewerb der Choreographen i Hannover. Who let the dogs out? som skapades åt Skånes Dansteater 2011 blev inbjuden till Lund Comedy Festival och har senare även satts upp av Company E i Washington där den spelades på John F. Kennedy Center for the Performing Arts. Baserad på CD'n Sånger från en inställd skilsmässa av Mikael Wiehe skapade Wos en dansteaterföreställning med samma namn åt Malmö Opera och Skånes Dansteater 2015. Under 2017 tog Riksteatern upp föreställningen igen för en nationell turné från Haparanda i norr till Karlshamn i söder. Totalt har Lidia Wos skapat cirka 30 dansverk som har visats på scener i bland annat Sverige, Danmark, Tyskland, Tjeckien, Ungern, Frankrike, Nederländerna, Spanien, Storbritannien, Usa, Sydkorea och Kina. 
Lidia Wos har även varit anlitad som koreograf till flera olika teateruppsättningar av bland andra Göteborgs Stadsteater, Malmö Stadsteater, Teater Foratt, Teatr Weimar och Skillinge Teater. 
Sedan 2016 undervisar Wos skådespelarstudenterna på Teaterhögskolan i Malmö i dans, rörelse och koreografi. Hon är även en återkommande gästlärare på Copenhagen Contemporary Dance School, Scenekunstskolen i Köpenhamn och Balettakademin i Göteborg.
Under coronapandemin skapade Lidia Wos tillsammans med Company E en serie korta dansfilmer under samlingsnamnet Snapshots of a lost Crowd. Arbetet skedde på distans med Wos hemma i sitt vardagsrum i Malmö och de 10 dansarna instängda i sina respektive hem i Washington.

## Dansverk i urval
- 2023 On the edge of Illusion - Prague Chamber Ballet
- 2023 Man in a Suitcase - Company E (USA)
- 2022 De tidj Loopt/Time is running - De Stilte Dance company, Breda (Nederländerna)
- 2021 Don't feed the Oysters - Balettakademin i Göteborg
- 2020 Snapshots of a lost Crowd - Company E (USA)
- 2019 Lidia's Universe - Egen regi
- 2019 Snapshots of a Crowd - Skånes Dansteater
- 2018 A new beginning - Ballet Prague Junior (CZ)
- 2018 I can't remember - where, when and why - Del av dansinstallationen RoomX av Flytande Galleriet
- 2017 Antarktis - Regionteater Väst och Bohuslän Big Band
- 2016 Because the day was sunny - Egen regi
- 2016 Frozen Motion - Skånes Dansteater 60+
- 2016 Dancing Chairs - DeStilte (NL)
- 2015 Who let the dogs out? - Company E (USA)
- 2015 Sånger från en inställd skilsmässa - Skånes Dansteater och Malmö Opera
- 2014 Timo - Norrdans
- 2013 Kom nära - Skånes Dansteater
- 2011 Who let the dogs out? - Skånes Dansteater
- 2010 Inside looking out - Skånes Dansteater
- 2008 När sista ljuset släcks - Skånes Dansteater
- 2007 Five solos to heaven - Ballet Prague Junior (CZ)
- 2006 Smile - Ballet Prague Junior (CZ)
- 2005 Ecru - Skånes Dansteater
- 2004 Pas de Fly - Skånes Dansteater

## Koreografi för musikteater och dramatisk teater i urval
- 2024 Två systrar - Malmö Stadsteater
- 2023 Monicas Vals - Göteborgs Stadsteater
- 2023 Det har aldrig funnits en kvinna som Anna Karenina - Orionteatern och Riksteatern
- 2022 Hedda Gabler - Malmö Stadsteater
- 2022 The Handmaid¨s Tale (opera) - Kungliga Operan i Köpenhamn
- 2022 Med livet som insats - Malmö Stadsteater
- 2021 Hamlet - Skillinge Teater
- 2020 Alla har klockor, men ingen har tid - Malmö Stadsteater
- 2019 Bach, Brahms, Min mamma & jag - Skillinge Teater
- 2018 Monicas Vals - Malmö Stadsteater
- 2018 Don Quixote 201.8 - Skillinge Teater
- 2018 Död åt välfärdsstaten - Teatr Weimar
- 2016 Smash-Up - Teater Foratt
- 2015 Hjältar, gudar, monster - Malmö Stadsteater
- 2015 Peer Gynt - The Girl Activist - Teater Foratt